# Students for the Exploration and Development of Space

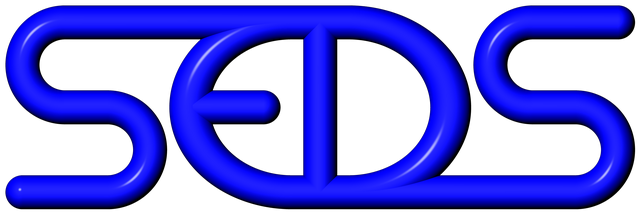
SEDS-Logo

Students for the Exploration and Development of Space (kurz SEDS) ist eine internationale, von Studenten getragene unabhängige Organisation, deren Ziel es ist, die Weltraumforschung und weltraumbezogene Projekte zu fördern. Dies geschieht durch Vermittlung von Wissen betreffend Weltraum, Weltraumforschung und Raumfahrt, durch die Unterstützung der Netzwerkbildung unter interessierten Studenten und durch die Beteiligung an einschlägigen Projekten mit dem Ziel, Begeisterung für weltraumbezogene Aktivitäten zu wecken.
SEDS wurde 1980 am Massachusetts Institute of Technology und an den Universitäten Princeton und Yale gegründet. Die Organisation ist in Teilverbände (chapter) gegliedert, die relativ unabhängig voneinander arbeiten. Derartige Chapter existieren zurzeit in Angola, Argentinien, Australien, Brasilien, Chile, Frankreich, Indien, Irland, Italien, Japan, Kanada, Nepal, Neuseeland, Nigeria, den Philippinen, Puerto Rico, Singapur, Südafrika, Spanien, Sri Lanka, Tunesien, Türkei, den Vereinigten Arabischen Emiraten, dem Vereinigten Königreich, den Vereinigten Staaten und Zimbabwe. Im Sinne des oben genannte Zieles, Begeisterung für weltraumbezogene Aktivitäten zu wecken, sind verschiedene Chapter u. a. am Aktionstag Yuri’s Night beteiligt.
Auf dem SEDS-Webserver finden sich auch mehrere astronomische Informationssammlungen, die teilweise in mehreren Sprachversionen vorliegen, namentlich:
- SEDS-Messier-Katalog: Messier-Katalog (mehrsprachig, deutsche Fassung)
- Interactive NGC Catalog: NGC-Katalog (englisch und französisch)
- Orbital Telescopes: Liste von Weltraumteleskopen (englisch)
- Mars Exploration Page: Informationen zum Planeten Mars sowie abgeschlossenen, laufenden und geplanten Marsmissionen (englisch)

In Deutschland gibt es einen ähnlichen Verband namens Bundesverband studentischer Raumfahrt.